# إينولين
إينولين أو إنولين (بالإنجليزية: Inulin)‏، الإينولينات هي مجموعة من عديدات السكاريد تتواجد بشكل طبيعي حيثُ تنتجها أنواع عديدة من النباتات، وغالباً ما تستخرج بشكل صناعي مِن نبات الهندباء البرية. تنتمي الإينولينات إلى مجموعة من الألياف الغذائية تُسمى فركتانز.
تستخدم النباتات الإينولين كمخزن للطاقة، وغالباً ما يُوجد في جذر النبات أو في الجذمور، وفي العادة فإنَّ النباتات التي تكون وتخزن الإينولين لا تخزن أنواع أُخرى من الكربوهيدرات مثل النشا. يُستخدم الإينولين لقياس وظائف الكُلى حيثُ يُعتبر معيار ذهبي مقارنةً بغيره من الوسائل.